# Trattato di Kiel
Il trattato di Kiel fu un accordo stipulato il 14 gennaio 1814 fra la Svezia e il regno di Danimarca-Norvegia, mediante il quale il re di Danimarca, che faceva parte degli sconfitti nelle guerre napoleoniche, si impegnò a cedere la Norvegia al re di Svezia in cambio dei possedimenti svedesi in Pomerania. Malgrado ciò, il patto firmato a Kiel non entrò mai in vigore: la sovranità sulla Pomerania passò alla Prussia, mentre la Norvegia dichiarò la sua indipendenza, adottò una costituzione ed elesse il principe Cristiano VIII di Danimarca come suo re.
Dopo una breve guerra con la Svezia, con la convenzione di Moss la Norvegia accettò di entrare in unione personale con la Svezia. La pace di Kiel non comprendeva le dipendenze norvegesi di Groenlandia, Islanda e Isole Fær Øer, che rimasero sotto il dominio danese.

## Il regno di Svezia e Norvegia

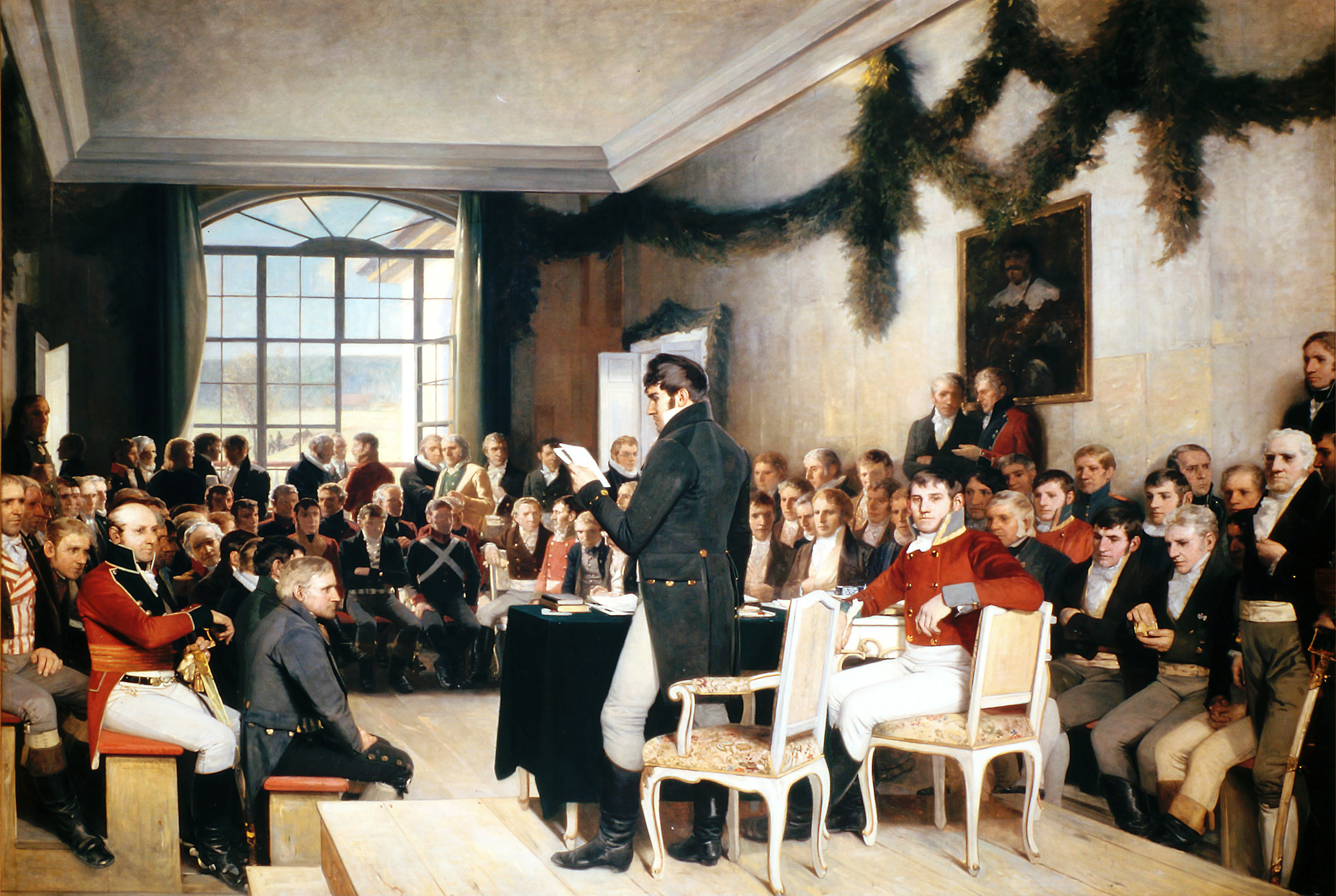
Assemblea costituente norvegese

Sentendo le notizie riguardanti il trattato di Kiel, il principe del regno di Danimarca-Norvegia Cristiano VIII, viceré della Norvegia, fondò un movimento di indipendenza norvegese, col probabile (e celato) intento di riunirla con la Danimarca. Il movimento ebbe successo, in parte grazie all'aiuto clandestino della corona danese, ma soprattutto grazie al forte desiderio di indipendenza in Norvegia.
Il 10 aprile 1814 un'assemblea nazionale si riunì ad Eidsvoll per decidere l'adozione di una costituzione. La Norvegia dichiarò la sua indipendenza il 17 maggio ed elesse Cristiano VIII come suo re. Nello stesso anno una breve guerra con la Svezia portò all'estromissione di Cristiano VIII, con l'elezione da parte dello Storting di Carlo XIII di Svezia come re di Norvegia; si venne così a creare l'unione fra la Svezia e la Norvegia.